# Mölltal
Mölltal je dolina u Austriji. Ime je dobilo po rijeci Möll koja kroz Mölltal prolazi.

## Mjesta u Mölltalu
- Heiligenblut
- Winklern
- Obervellach
- Stall
- Großkirchheim
- Kolbnitz
- Möllbrücke kraj ušća rijeke Möll u Dravu
- Flattach

## Galerija
- brana Goessnitz
- Penk
- Pogled na Kolbnitz s brda Danielsberg
- Mölltal

## Vanjske poveznice
Mölltal online  Arhivirana inačica izvorne stranice od 9. prosinca 2010. (Wayback Machine)